# Виктория (пролив)
Викто́рия (англ. Victoria Strait) — пролив, отделяющий остров Виктория от острова Кинг-Вильям в Канадском Арктическом архипелаге.

## География
Пролив Виктория расположен в северо-западной части Канады. Берега пролива полностью находятся на территории Нунавута. Пролив Виктория соединяет залив Куин-Мод, расположенный на юге с проливом Франклин на северо-востоке и проливом Мак-Клинток на северо-западе. Ширина пролива колеблется от 80 до 130 км, длина пролива равна 160 км. У южного входа в пролив находятся острова Дженни-Линд и Ройал-Джеографикал-Сосайети. Пролив Виктория является частью одного из маршрутов прохождения по Северо-Западному морскому пути из Атлантического в Тихий океан через проливы Ланкастер, Барроу, Пил, Франклин, залив Ларсен, пролив Виктория, залив Куин-Мод, пролив Дис, залив Коронейшен, пролив Долфин-энд-Юнион, залив Амундсена.
Покрыт льдом большую часть года, причём часть тяжёлых арктических льдов приносится из залива Вайкаунт-Мелвилл через пролив Мак-Клинток, существенное таяние льда начинается лишь в конце июля, начинает снова замерзать в конце сентября.

## История
В 1845 году экспедиция английского полярного исследователя Джона Франклина на двух кораблях («Эребус» и «Террор») погибла во льдах пролива Виктория северо-западнее острова Кинг-Вильям. Из 128 человек экспедиции никому спастись не удалось. Первым кораблём, прошедшим по проливу, был ледокол «Джон А. Макдональд» в 1967 году.
Как и остров, юго-восточный берег которого он омывает, пролив получил своё название в честь английской королевы Виктории.